# Житіє Стефана Сурозького
«Житіє Стефана Сурозького» — візантійський агіографічний твір (див. Агіографія) 9 ст. Відомі грецький текст і давньоруський переклад. Містить розповідь про похід руської раті на Крим, що відбувся на межі 8 і 9 ст. У житії сказано, що на кримське узбережжя напала руська рать начебто з Новгорода Великого (якого тоді ще не існувало) під проводом князя Бравліна і завоювала його від м. Херсонес Таврійський до м. Керч. З великою силою князь прийшов до м. Сурож (нині м. Судак) і після 10-денної облоги увійшов до міста, зламавши залізні ворота. Руси почали грабувати місто, а Бравлін спробував заволодіти багатствами місцевого храму, та біля гробниці св. Стефана його вразила дивна недуга: «Обратися лице его назад». Тоді князь наказав своїм воїнам припинити грабунки, повернути сурожанам усе відібране в них добро і відпустити полонених. Лише по тому обличчя князя набуло нормального положення. Далі відбулося хрещення Бравліна, яке здійснив наступник св. Стефана на сурозькій єпископській кафедрі — Філарет. Імовірно, відступ русів став результатом угоди, укладеної поміж Бравліном і місцевою владою.